# Carl Schuhmann
Carl Schuhmann (n. 12 mai 1869, Münster, Confederația Germană de Nord – d. 24 martie 1946, Berlin, Germania sub ocupație aliată) a fost un atlet, gimnast, halterofil și luptător german, medaliat olimpic. A participat la o ediție a Jocurilor Olimpice (1896) în care a câștigat patru medalii de aur.